# 尚特科尔
尚特科尔（法語：Chantecorps，法語發音：[ʃɑ̃tkɔʁ]）是法国德塞夫勒省的一个旧市镇，属于帕尔特奈区。2019年1月1日，尚特科尔与市镇库蒂耶尔合并为新市镇莱沙特利耶。

## 地理
尚特科尔（46°29'48"N, 0°9'24"W）面积19.1 平方千米，位于法国新阿基坦大区德塞夫勒省，该省份为法国西部内陆省份，北起曼恩-卢瓦尔省，西接旺代省，南至夏朗德省和滨海夏朗德省，东临维埃纳省。
与尚特科尔接壤的市镇（或旧市镇、城区）包括：克拉韦、库蒂耶尔、埃克西勒伊、丰佩龙、雷法讷、瓦勒、沃斯鲁。

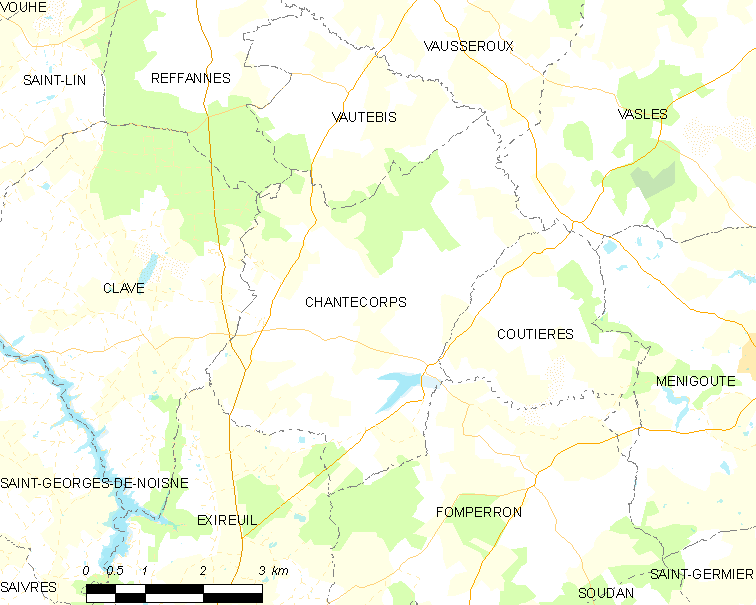
尚特科尔的OSM定位图

尚特科尔的时区为UTC+01:00、UTC+02:00（夏令时）。

## 行政
尚特科尔的邮政编码为79340，INSEE市镇编码为79068。

## 政治
尚特科尔所属的省级选区为拉加蒂讷县。

## 人口

1962-2008年间尚特科尔人口变化图示

尚特科尔于2018年1月1日时的人口数量为318人。